# Nadia Buari
Nadia Buari, née le 21 novembre 1982, est une actrice ghanéenne. Elle a été nommée par deux fois meilleure actrice dans un rôle principal aux Africa Movie Academy Awards de 2009. 

## Jeunesse
Buari est née le 21 novembre 1982 à Sekondi-Takoradi, au Ghana, d'un père libanais et d'une mère ghanéenne. Elle a étudié les arts de la scène à l'Université du Ghana et a obtenu un diplôme BFA,. Tout au long de ses études à l'Université du Ghana, elle a été activement impliquée dans des clubs de théâtre et de danse. 

## Carrière
Buari a fait sa première apparition à la télévision nationale ghanéenne avec la série télévisée Games People Play (book)Games People Play vers la fin de l'année 2005. Son premier film majeur était Mummy's Daughter, après quoi, elle a joué dans Beyonce: The President's Daughter . Son rôle de "Beyonce" a été l'un de ses principaux succès lui ayant permis de se faire connaître. Sa carrière cinématographique a commencé avec son rôle dans la série télévisée Games People Play en 2005, dont elle a été nommée meilleure actrice. Elle a joué dans plus de 20 films. En 2013, elle sort son propre film intitulé The Diary of Imogene Brown.  

### Percée et succès à Nollywood
Buari est passé des films ghanéens aux films de Nollywood vers l'année 2008. Son rôle majeur dans un film Nollywood était dans le film Beyonce & Rihanna  dans le rôle de Beyonce aux côtés de l'actrice de Nollywood Omotola Jalade Ekeinde qui jouait Rihanna. Le film est devenu très populaire auprès du public ghanéen et nigérian. Ses autres films Nollywood notables incluent Rough Rider, Beauty and the Beast, Holding Hope et Single and Married . 
Elle est également connue pour avoir joué dans des films comme la série de films Beyonce & Rihanna, Hot Romance et Behind a Smile, avec l'acteur de Nollywood, Jim Iyke. 
En 2013, elle a remporté le prix de l'actrice panafricaine aux Nigerian Entertainment Awards à New York.

### Autre travail
Buari est devenue ambassadrice chez Tablet India Limited  en 2013,.

## Vie privée
En janvier 2014, elle est sortie avec l'acteur de Nollywood, Jim Iyke. Elle est mère de jumelles mais Jim Iyke n'est pas le père.

## Reconnaissances
En 2014, Buari a reçu le prix de reconnaissance spéciale aux Africa Magic Viewers Choice Awards. 

## Filmographie
- Beyoncé: The President Daughter (2006)
- The Return of Beyoncé
- Mummy’s Daughter
- Darkness of Sorrow (2006)
- Slave to Lust
- In The Eyes of My Husband
- American Boy
- Wicked Intentions
- Tomorrow Must Wait
- Hidden Treasure
- Beyonce & Rihanna
- Beauty and the Beast (2008)
- My Last Ambition
- Love, Lies and Murder
- Secret Lie
- The Angle Against The Monster
- Heartless
- Last Hour Romance
- Under My Pillow
- Speechless
- Desperate Bride
- Innocent Sin
- Guilty Threat
- The Golden Lady
- Satanic Kingdom
- Rough Rider
- Crazy Scandal
- Unfaithful
- The Monster In Me
- Bad Egg
- Garden of Eden
- No More Love
- My Dove
- Agony of Christ (2009)
- Heart of Men (2009)
- Heart of Men: Forbidden Fruit (2009)
- Holding Hope (2010)
- Chelsea (2010)
- Checkmate (2010)
- Single and Married (2012)
- Heroes & Zeros (2012)
- Game Plan (2015)
- American Driver (2017)